# 細小擬蝦蛄
細小擬蝦蛄（学名：Squilloides leptosquilla）为蝦蛄科擬蝦蛄屬下的一个种。